# Трифонов, Александр Николаевич
Александр Николаевич Трифонов (6 марта 1951 года, с. Фоминское, Алапаевский район, Свердловская область — 19 апреля 2022 года, Екатеринбург) — уральский историк, кандидат исторических наук (1979), доцент (1985), член-корреспондент Академии военно-исторических наук (2001), Почетный работник высшего образования РФ (2011), специалист по отечественной истории XX века и истории советского Урала.

## Биография
Из семьи учителей. В 1968—1973 гг. учился на историческом факультете Уральского государственного университета. В 1973—1975 гг. служил в Советской армии командиром мотострелкового взвода. В 1975—1976 гг. — инженер научно-исследовательского сектора Свердловского института народного хозяйства. В 1976 г. поступил в очную аспирантуру Уральского государственного университета. В 1979 г. в Уральском государственном университете защитил кандидатскую диссертацию по теме: «Деятельность партии по организации снабжения населения Урала в период Великой Отечественной войны (1941—1945)» (науч. руководитель профессор И. Ф. Плотников).
В 1979—1994 гг. работал в Свердловском институте народного хозяйства (с 1992 г. — Уральский институт народного хозяйства, с 1994 г. — Уральский государственный экономический университет): ассистент, с 1982 г. — старший преподаватель, с 1983 г. — доцент кафедры истории КПСС (кафедры истории). В 1994—1999 гг. — доцент кафедры истории и права Свердловского сельскохозяйственного института (с 1995 г. — Уральская государственная сельскохозяйственная академия). В 1999—2006 гг. — старший научный сотрудник отдела Отечественной истории XX века Института истории и археологии УрО РАН. С 2006 г. — в Институте международных связей доцент, заведующий кафедрой общеобразовательных дисциплин факультета среднего профессионального образования.
Автор более 70 научных и научно-методических работ. Основная проблематика исследований — материально-бытовое положение населения Урала накануне и в годы Великой Отечественной войны. О вкладе А. Н. Трифонова в изучение проблемы писал доктор исторических наук В. П. Мотревич:

Новацией для отечественной науки в целом и её региональных подразделов явились постановка и комплексное рассмотрение проблем продовольственного положения в условиях войны, предпринятые А. Н. Трифоновым на материалах Молотовской, Свердловской и Челябинской областей. Автору удалось выявить особенности организации снабжения городского населения, доказать, что продовольственное положение населения в годы войны было крайне тяжёлым, массовое распространение получила дистрофия и смертность от голода.
Участвовал в работе над коллективной монографией «Урал в панораме XX века» (Екатеринбург, 2000), отвечал за подготовку главы VII «Кузница и щит России». Член редколлегии энциклопедии «Металлургические заводы Урала XVII—XX вв.» (Екатеринбург, 2001). Один из авторов-составителей сборника документов «Общество и власть. Российская провинция, 1917—1985: документы и материалы» (Екатеринбург, 2005—2006). Написал несколько разделов по истории Великой Отечественной войны в учебные пособия, изданные вузами г. Екатеринбурга.
Организатор и участник многих конференций по истории Великой Отечественной войны. Член-корреспондент Академии военно-исторических наук, один из основателей Уральского отделения «Общества любителей военной истории», научный консультант краеведческого движения Свердловской области «Каменный пояс».
Скончался после тяжелой болезни 19 апреля 2022 г. Похоронен на Нижне-Исетском кладбище г. Екатеринбурга.

## Научные публикации
- Трифонов А. Н. Партийное руководство организацией снабжения продовольствием рабочего класса Урала (1941—1942) // Рабочий класс Урала (1937—1975): межвуз. сб. статей / редкол.: В. А. Саматов (отв. ред.), В. Н. Зуйков, В. М. Куликов. — Свердловск: УрГУ, 1979. — 160 с.
- Трифонов А. Н. Колхозная торговля на Урале в период Великой Отечественной войны (1941—1945) // Материально-бытовое положение трудящихся Урала в условиях социализма (1937—1975): межвуз. сб. / редкол. В. А. Саматов (отв. ред.) и др. — Свердловск: УрГУ, 1981. — 169 с.
- Трифонов А. Н. Продовольственное положение на Урале накануне и в годы Великой Отечественной войны (1938—1945). — Екатеринбург: УГТУ, 1993. — 170 с.
- Трифонов А. Н. Продовольственное снабжение городского населения Урала в годы Великой Отечественной войны // Урал в Великой Отечественной войне 1941—1945 гг.: тезисы докладов научно-практической конференции / науч. ред. В. В. Алексеев. — Екатеринбург: УрО РАН, 1995. — С. 85—89.
- Урал в панораме XX века / ред. В. В. Алексеев. — Екатеринбург: СВ-96, 2000. — 495 с. (в соавт.).
- Мельникова Н. В., Трифонов А. Н. Качканарский горно-обогатительный комбинат «Ванадий». Рубежи созидания / науч. ред. С. П. Постников. — Екатеринбург; Качканар: [б. и.], 2003. — 216 с.
- Во имя Победы. Свердловск в годы Великой Отечественной войны. 1941—1945 гг. / гл. ред. А. В. Сперанский. — Екатеринбург: Баско, 2005. — 256 с. (в соавт.).
- Трифонов А. Н. Здравоохранение Свердловска в годы Великой Отечественной войны // Вклад Урала в разгром фашизма: истор. опыт и соврем. проблемы нац. безопасности: четвёртые урал. воен.-истор. чтения, посвящ. 60-летию победы в Великой Отечеств. войне / гл. ред. А. В. Сперанский. — Екатеринбург: СВ-96, 2005. — С. 118—124.
- Трифонов А. Н. Огородничество и решение продовольственной проблемы на Урале в годы Великой Отечественной войны // Мониторинг региональной модели исторического общего и профессионального образования: девятые всероссийские историко-педагогические чтения: доклады и сообщения. — Екатеринбург: [б. и.], 2005. — Ч. 1. — С. 204—217.
- Трифонов А. Н. Продовольственная проблема в городе Свердловске и пути её решения // Урал в 1941—1945 годах: экономика и культура военного времени: (к 60-летию Победы СССР в Великой Отечественной войне): материалы регионального научного семинара / отв. ред. А. А. Пасс. — Челябинск, 2005. — С. 157—169.
- Трифонов А. Н. Снабжение промтоварами жителей города Свердловска в годы Великой Отечественной войны // Шестые Татищевские чтения: тез. докл. и сообщ. / отв. ред. С. П. Постников. — Екатеринбург: УрГУ, 2006. — Т. 1. — С. 355—359.
- Трифонов А. Н. Продовольственное обеспечение населения города Свердловска в годы Великой Отечественной войны // Промышленная политика в стратегии российских модернизаций XVIII—XXI вв.: материалы междунар. науч. конф., посвященной 350-летию Н. Д. Антуфьева-Демидова / редкол.: В. В. Алексеев (гл. ред.) и др. — Екатеринбург: СВ-96, 2006. — С. 267—270.
- Трифонов А. Н. Сельскохозяйственные подсобные хозяйства г. Свердловска в годы Великой Отечественной войны // Великая Отечественная и Вторая мировая войны в контексте XX—XXI веков: материалы международной научно-практической конференции, посвященной 65-летию Великой Победы / науч. ред. Г. К. Павленко. — Челябинск: Изд-во Челябинского государственного педагогического университета (ЧГПУ), 2010. — Ч. 2. — С. 101—104.

## Электронные ресурсы
- Институт международных связей. Трифонов Александр Николаевич
- Памяти Александра Николаевича Трифонова